# Zodariellum zavattarii
Zodariellum zavattarii är en spindelart som först beskrevs av Lodovico di Caporiacco 1941.  Zodariellum zavattarii ingår i släktet Zodariellum och familjen Zodariidae.
Artens utbredningsområde är Etiopien. Inga underarter finns listade i Catalogue of Life.